# Helmut Landsberg

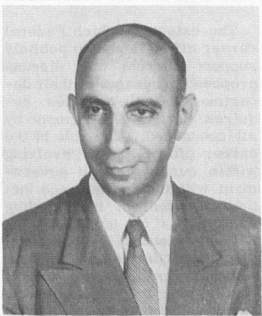
Helmut Landsberg

Helmut Erich Landsberg (* 9. Februar 1906 in Frankfurt am Main; † 6. Dezember 1985 in Genf, Schweiz) war ein US-amerikanischer Klimatologe und Meteorologe deutscher Abstammung.

## Biografie
Landsberg studierte nach dem Schulbesuch zunächst an der Johann-Wolfgang-Goethe-Universität Frankfurt am Main bei Beno Gutenberg und wurde anschließend Assistent bei Franz Linke, der ihm die Leitung des Taunusobservatoriums auf dem Kleinen Feldberg übertrug. Nach der Machtergreifung der Nationalsozialisten ging er 1934 in die Vereinigten Staaten, wo er bis 1941 Forscher an der Pennsylvania State University war. Während des Zweiten Weltkrieges stellte er anschließend von 1941 bis 1943 seine Kenntnisse der Klimatologie der US Army für deren militärische Planung zur Verfügung.
Im Anschluss produzierte er meteorologische Karten für den National Atlas of the USA und unternahm eine Studie über die Folgen der Urbanisierung auf die natürliche Umwelt. Er setzte sich darüber hinaus für die Anerkennung der Klimatologie als eine physikalische Wissenschaft ein.
Nach dem Ende des Zweiten Weltkrieges wurde er 1946 Mitglied des Vereinigten Forschungs- und Entwicklungsgremiums der USA zur nationalen Koordinierung wissenschaftlicher Forschungsprojekte. 1951 war er maßgeblich an der Gründung des National Climatic Data Center in Asheville beteiligt und war zugleich von 1951 bis 1954 Mitarbeiter am Forschungszentrum der US Air Force in Cambridge (Massachusetts). Dort war er Organisator der ersten Bemühungen zu einer numerischen Wettervorhersage.
Im Anschluss war er von 1954 bis 1965 Direktor für Klimatologie beim US-Wetterbüro (National Weather Bureau). Später war er auch von 1969 bis 1978 Vorsitzender der Kommission für Klimatologie der World Meteorological Organization (WMO), einer Sonderorganisation der Vereinten Nationen.
Für seine Verdienste in der Klimatologie und Meteorologie wurde Landsberg mehrfach ausgezeichnet und erhielt unter anderem 1978 die William Bowie Medal, 1980 die deutsche Alfred-Wegener-Medaille sowie 1983 die National Medal of Science. 1958 wurde er in die American Academy of Arts and Sciences gewählt.

## Veröffentlichungen
- Stephen Brush / Helmut Landsberg: History of Geophysics and Meteorology – an annotated bibliography,  New York, Garland 1985